# كريستوفر داوسون
كريستوفر داوسون (بالإنجليزية: Christopher Dawson)‏ (و. 1889 – 1970 م) هو مؤرخ، وعالم اجتماع من المملكة المتحدة، وويلز، وكان عضوًا في الأكاديمية البريطانية، توفي عن عمر يناهز 81 عاماً.

## التعليم
تعلم في كلية ونشستر ‏، وكلية الثالوث الأقدس.

## جوائز
حصل على جوائز منها:
- زمالة الأكاديمية البريطانية.

## روابط خارجية
- كريستوفر داوسون على موقع مونزينجر (الألمانية)